# 귀멸의 칼날: 장구저택 편
《귀멸의 칼날: 장구저택 편》(일본어: 鬼滅の刃 鼓屋敷編, 영어: Demon Slayer: Kimetsu no Yaiba Tsuzumi Mansion Arc)는 2021년에 개봉한 일본의 액션, 판타지, 애니메이션 영화이다. 소토자키 하루오가 감독과 각본을 맡았다. 일본에서는 2021년 9월 18일에, 대한민국은 2022년 9월 15일에 개봉하였다.

## 줄거리
탄지로는 꺽쇠 까마귀가 말한 다음 임무지인 남남동으로 향하던 중 여자에게 강제 프로포즈를 하던 젠이츠를 만나게 된다 젠이츠와 산의 오지에 있는 저택으로 간 탄지로는 입구에서 도와달라는 두 명의 아이를 만나게 된다. 혈귀와 저택이 관련되어 있음을 확인한 탄지로는 저택안으로 들어가고 그 안에서 멧돼지 탈을 쓴 남자를 만나게 되는데...

## 출연진

### 주연
- 하나에 나츠키 - 카마도 탄지로 목소리 역
- 키토 아카리 - 카마도 네즈코 목소리 역
- 시모노 히로 - 아가츠마 젠이츠 목소리 역
- 마츠오카 요시츠구 - 하사비라 이노스케 목소리 역

### 조연
- 사카모토 마야 - 타마요 목소리 역
- 야마시타 다이키 - 유시로 목소리 역
- 세키 토시히코 - 키부츠지 무잔 목소리 역
- 야마자키 타쿠미 - 카스가이가라스 목소리 역
- 이와미 마나카 - 춘타로 목소리 역
- 오오츠카 호츄 - 우로코다키 사콘지 목소리 역
- 토키 슌이치 - 키요시 목소리 역
- 이치키 미츠히로 - 쇼이치 목소리 역
- 오카사키 미호 - 테루코 목소리 역
- 스와베 쥰이치 - 쿄가이 목소리 역
- 타니 이쿠코 - 할머니 목소리 역